# Sebastian Szczepański
Sebastian Szczepański (ur. 30 sierpnia 1995) – polski pływak, reprezentujący klub sportowy Korner Zielona Góra. Specjalizuje się głównie w stylu dowolnym.
Brązowy medalista mistrzostw Europy juniorów z Antwerpii w sztafecie 4 × 100 m stylem dowolnym.
Wielokrotny medalista Mistrzostw Polski.
Brązowy medalista mistrzostw Europy w pływaniu na krótkim basenie z 2015 roku w wyścigach na 50 i 100 metrów stylem dowolnym.
Szczepański był ukarany półroczną dyskwalifikacją za stosowanie niedozwolonych środków dopingujących. W styczniu 2016 roku ogłoszono, iż w pobranej od niego 19 grudnia 2015 roku podczas mistrzostw Polski seniorów, próbce ponownie wykryto niedozwolone środki dopingujące. 30 stycznia 2017 roku FINA zdyskwalifikowała go na 4 lata, a wszystkie wyniki uzyskane począwszy od 19 grudnia 2015 roku zostały anulowane.